# براين رويز
براين رويز غونزاليز (بالإسبانية: Bryan Ruiz) (مواليد 18 أغسطس 1985 في سان هوزيه) لاعب كرة قدم كوستاريكي دولي يجيد اللعب في خط الوسط . يلعب حاليا لصالح نادي سبورتينغ لشبونة البرتغالي.

## روابط خارجية
- براين رويز على موقع الاتحاد الدولي (مؤرشف)  (الإنجليزية)
- براين رويز على موقع الاتحاد الأوربي (الإنجليزية)
- براين رويز على موقع قاعدة بيانات كرة القدم.إي يو (الإنجليزية)
- براين رويز على موقع بيانات كرة القدم. دي إي (الألمانية)
- براين رويز على موقع ليكيب (الفرنسية)
- براين رويز على موقع ناشيونال فوتبول تيمز (الإنجليزية)
- براين رويز على موقع Soccerbase.com (لاعب) (الإنجليزية)
- براين رويز على موقع Soccerway.com (الإنجليزية)
- براين رويز على موقع عالم كرة القدم.نت (الإنجليزية)
- براين رويز على موقع كووورة